# India op de Olympische Zomerspelen 2016
India nam deel aan de Olympische Zomerspelen 2016 in Rio de Janeiro, Brazilië. Tot de selectie behoorden 117 atleten, actief in 15 sporten. Daarmee telde de equipe 34 atleten meer dan vier jaar eerder en was het de grootste olympische ploeg van India ooit. Schutter Abhinav Bindra, die in 2008 een gouden medaille won op het onderdeel 10 meter luchtgeweer, droeg de nationale vlag tijdens de openingsceremonie. Worstelaar Sakshi Malik, die een bronzen medaille won, droeg de vlag tijdens de sluitingsceremonie.
India won twee medailles, een vermindering ten opzichte van 2012. Voor het eerst sinds 2004 won India geen medaille in de schietsport, en voor het eerst sinds 2008 geen medaille in het boksen. Meerdere Indiase sporters waren echter wel dicht bij een medaille. Zo verloren tennissers Sania Mirza en Rohan Bopanna de bronzen finale van het gemengddubbel, en plaatste turnster Dipa Karmaker zich als eerste Indiase voor de olympische finale op het onderdeel sprong; zij eindigde als vierde. Karmaker was de vijfde vrouw in de geschiedenis van het turnen die erin slaagde de Produnovasprong uit te voeren, de moeilijkste sprong in het vrouwenturnen. Haar sprong, uitgevoerd in de kwalificatieronde, leverde Karmaker dan ook de hoogste moeilijkheidsscore van het gehele deelnemersveld op. Na afloop van de wedstrijd werd de turnster massaal gefeliciteerd en bedankt door Indiërs, waaronder politici en bekendheden.
Drie atleten van de Indiase olympische ploeg werden kort voor of gedurende de Spelen uitgesloten van deelname door het internationaal olympisch comité vanwege het gebruik van verboden middelen. Onder hen waren een sprinter, kogelstoter en worstelaar Parveen Rana. Rana werd in eerste instantie vrijgepleit door de Indiase anti-dopingautoriteit, nadat hij had beweerd slachtoffer te zijn geweest van sabotage; het WADA vocht deze beslissing aan bij het Hof van Arbitrage voor Sport. Het hof besloot vervolgens Rana een schorsing van vier jaar op te leggen.

## Medailleoverzicht
| Sport     | Olympiër     | Discipline             | Medaille |
| --------- | ------------ | ---------------------- | -------- |
| Badminton | P. V. Sindhu | enkelspel (v)          | Zilver   |
| Worstelen | Sakshi Malik | –58 kg vrije stijl (v) | Brons    |

## Deelnemers
(m) = mannen, (v) = vrouwen, (g) = gemengd

### Atletiek
| Olympiër                                                              | Discipline              | Resultaat | Prestatie                                      |
| --------------------------------------------------------------------- | ----------------------- | --------- | ---------------------------------------------- |
| Dharambir Singh                                                       | 200 m (m)               | DNS       | DNS                                            |
| Mohammad Anas                                                         | 400 m (m)               | series    | series: 45.95 (6e)                             |
| Jinsan Johnson                                                        | 800 m (m)               | series    | series: 1:47.27 (5e)                           |
| Mohammad Anas Ayyasamy Dharun Mohan Kumar Mohammed Kunhu Arokia Rajiv | 4x400 m (m)             | series    | series: DSQ                                    |
| Thonakal Gopi                                                         | marathon (m)            | 25e       | 2:15:25 (25e, PR)                              |
| Kheta Ram                                                             | marathon (m)            | 26e       | 2:15:26 (26e, PR)                              |
| Nitender Singh Rawat                                                  | marathon (m)            | 84e       | 2:22:52 (84e)                                  |
| Manish Singh                                                          | 20 km snelwandelen (m)  | 13e       | 1:21:21 (13e)                                  |
| Gurmeet Singh                                                         | 20 km snelwandelen (m)  | DSQ       | DSQ                                            |
| Ganapathi Krishnan                                                    | 20 km snelwandelen (m)  | DSQ       | DSQ                                            |
| Sandeep Kumar                                                         | 50 km snelwandelen (m)  | 35e       | 4:07:55 (35e)                                  |
| Ankit Sharma                                                          | verspringen (m)         | 24e       | kwalificaties: 7,67 m (24e)                    |
| Renjith Maheshwary                                                    | hink-stap-springen (m)  | 30e       | kwalificaties: 16,13 m (30e)                   |
| Inderjeet Singh                                                       | kogelstoten (m)         | DNS       | DNS                                            |
| Vikas Gowda                                                           | discuswerpen (m)        | 28e       | kwalificaties: 58,99 m (28e)                   |
|                                                                       |                         |           |                                                |
| Dutee Chand                                                           | 100 m (v)               | series    | series: 11.69 (7e)                             |
| Srabani Nanda                                                         | 200 m (v)               | series    | series: 23.58 (6e)                             |
| Nirmala Sheoran                                                       | 400 m (v)               | series    | series: 53.03 (6e)                             |
| Tintu Luka                                                            | 800 m (v)               | series    | series: 2:00.58 (6e)                           |
| Lalita Babar                                                          | 3000 m steeplechase (v) | 10e       | series: 9:19.76 (4e, NR) finale: 9:22.74 (10e) |
| Sudha Singh                                                           | 3000 m steeplechase (v) | series    | series: 9:43.29 (9e)                           |
| Tintu Lukka M.R. Poovamma Nirmala Sheoran Anilda Thomas               | 4x400 m (v)             | series    | series: 3:29.53 (7e)                           |
| O.P. Jaisha                                                           | marathon (v)            | 89e       | 2:47:19 (89e)                                  |
| Kavita Raut                                                           | marathon (v)            | 120e      | 2:59:29 (120e)                                 |
| Khushbir Kaur                                                         | 20 km snelwandelen (v)  | 54e       | 1:40:33 (54e)                                  |
| Sapna Punia                                                           | 20 km snelwandelen (v)  | DNF       | DNF                                            |
| Manpreet Kaur                                                         | kogelstoten (v)         | 23e       | kwalificaties: 17,06 m (23e)                   |
| Seema Antil                                                           | discuswerpen (v)        | 20e       | kwalificaties: 57,58 m (20e)                   |

### Badminton
| Olympiër                     | Discipline     | Resultaat   | Prestatie |
| ---------------------------- | -------------- | ----------- | --- |
| Srikanth Kidambi             | enkelspel (m)  | kwartfinale | groepsfase won van Lino Muñoz (21–11, 21–17) won van Henri Hurskainen (21–6, 21–18) achtste finale won van Jan Ø. Jørgensen (21–19, 21–19) kwartfinale verloor van Lin Dan (6–21, 21–11, 18–21) |
| Manu Attri B. Sumeeth Reddy  | dubbelspel (m) | groepsfase  | groepsfase verloren van Ahsan/Setiawan (18–21, 13–21) verloren van Chai/Hong (13–21, 15–21) wonnen van Endo/Hayakawa (23–21, 21–11) |
|                              |                |             | |
| Saina Nehwal                 | enkelspel (v)  | groepsfase  | groepsfase won van Lohaynny Vicente (21–17, 21–17) verloor van Marija Oelitina (18–21, 19–21) |
| Pusarla Sindhu               | enkelspel (v)  | Zilver      | groepsfase won van Laura Sárosi (21–8, 21–9) won van Michelle Li (19–21, 21–15, 21–17) achtste finale won van Tai Tzu-ying (21–13, 21–15) kwartfinale won van Wang Yihan (22–20, 21–19) halve finale won van Nozomi Okuhara (21–19, 21–10) finale verloor van Carolina Marín (21–19, 12–21, 15–21) |
| Jwala Gutta Ashwini Ponnappa | dubbelspel (v) | groepsfase  | groepsfase verloor van Matsutomo/Takahashi (15–21, 10–21) verloren van Muskens/Piek (16–21, 21–16, 17–21) verloren van Supajirakul/Taerattanachai (17–21, 15–21) |

### Boksen
| Olympiër            | Discipline | Resultaat    | Prestatie |
| ------------------- | ---------- | ------------ | --- |
| Shiva Thapa         | –56 kg (m) | eerste ronde | eerste ronde verloor van Robeisy Ramírez (0–3)                                                                                      |
| Manoj Kumar         | –64 kg (m) | tweede ronde | eerste ronde won van Evaldas Petrauskas (2–1) tweede ronde verloor van Fazliddin Gaibnazarov (0–3)                                  |
| Vikas Krishan Yadav | –75 kg (m) | kwartfinale  | eerste ronde won van Charles Conwell (3–0) tweede ronde won van Önder Şipal (3–0) kwartfinale verloor van Bektemir Melikuziev (0–3) |

### Boogschieten
| Olympiër                                     | Discipline      | Resultaat    | Prestatie |
| -------------------------------------------- | --------------- | ------------ | --- |
| Atanu Das                                    | individueel (m) | derde ronde  | plaatsingsronde: 683 punten (5e) eerste ronde won van Jitbahadur Muktan (6–0) tweede ronde won van Adrián Puentes (6–4) derde ronde verloor van Lee Seung-yun (4–6)      |
|                                              |                 |              | |
| Bombayla Devi                                | individueel (v) | derde ronde  | plaatsingsronde: 639 punten (24e) eerste ronde won van Laurence Baldauff (6–2) tweede ronde won van Lin Shih-chia (6–2) derde ronde verloor van Alejandra Valencia (2–6) |
| Deepika Kumari                               | individueel (v) | derde ronde  | plaatsingsronde: 640 punten (20e) eerste ronde won van Kristine Esebua (6–4) tweede ronde won van Guendalina Sartori (6–2) derde ronde verloor van Tan Ya-ting (0–6)     |
| Laxmirani Majhi                              | individueel (v) | eerste ronde | plaatsingsronde: 614 punten (43E) eerste ronde verloor van Alexandra Longová (1–7)                                                                                       |
| Bombayla Devi Deepika Kumari Laxmirani Majhi | team (v)        | kwartfinale  | plaatsingsronde: 1892 punten (7e) eerste ronde wonnen van Colombia (5–3) kwartfinale verloren van Rusland (4–5)                                                          |

### Gewichtheffen
| Olympiër              | Discipline | Resultaat | Prestatie                                                       |
| --------------------- | ---------- | --------- | --------------------------------------------------------------- |
| Sathish Sivalingam    | –77 kg (m) | 11e       | trekken: 148 kg (12e) stoten: 181 kg (11e) totaal: 329 kg (11e) |
|                       |            |           |                                                                 |
| Saikhom Mirabai Chanu | –48 kg (v) | DNF       | trekken: 82 kg (6e) stoten: ongeldig totaal: 82 kg (11e)        |

### Golf
| Olympiër       | Discipline | Resultaat | Prestatie                    |
| -------------- | ---------- | --------- | ---------------------------- |
| Shiv Chawrasia | mannen     | 50e       | totaal: 289 punten (par +5)  |
| Anirban Lahiri | mannen     | 57e       | totaal: 294 punten (par +10) |
|                |            |           |                              |
| Aditi Ashok    | vrouwen    | 41e       | totaal: 291 punten (par +7)  |

### Gymnastiek
| Olympiër      | Discipline | Resultaat | Prestatie                                                                          |
| ------------- | ---------- | --------- | ---------------------------------------------------------------------------------- |
| Dipa Karmakar | sprong (v) | 51e       | sprong: 15,100 brug: 11,666 balk: 12,866 vloer: 12,033 totaal: 51,665 (51e)        |
| Dipa Karmakar | sprong (v) | 4e        | kwalificaties: 14,850 (7,000 D, 8,100 E, 8e) finale: 15,066 (6,000 D, 8,866 E, 4e) |

### Hockey
Mannen
| Olympiër | Onderdeel | Resultaat   | Prestatie |
| --- | --------- | ----------- | --------- |
| Surender Kumar Danish Mujtaba V.R. Raghunath Akashdeep Singh Chinglensana Singh Harmanpreet Singh Kothajit Singh Manpreet Singh Ramandeep Singh Rupinder Pal Singh Sardara Singh P.R. Sreejesh A S.V. Sunil Nikkin Thimmaiah S.K. Uthappa Devinder Walmiki | mannen    | kwartfinale | zie onder |

| Groep B |            |             |             |             |             |            |            |            |        |
| #       | Land       | Wedstrijden | Wedstrijden | Wedstrijden | Wedstrijden | Doelpunten | Doelpunten | Doelpunten | Punten |
| #       | Land       | G           | W           | G           | V           | V          | T          | Saldo      | Punten |
| 1       | Duitsland  | 5           | 4           | 1           | 0           | 17         | 10         | +7         | 13     |
| 2       | Nederland  | 5           | 3           | 1           | 1           | 18         | 6          | +12        | 10     |
| 3       | Argentinië | 5           | 2           | 2           | 1           | 14         | 12         | +2         | 8      |
| 4       | India      | 5           | 2           | 1           | 2           | 9          | 9          | 0          | 7      |
| 5       | Ierland    | 5           | 1           | 0           | 4           | 10         | 16         | −6         | 3      |
| 6       | Canada     | 5           | 0           | 1           | 4           | 7          | 22         | −15        | 1      |

| Ronde       | Datum       | Lokale tijd | MEZT           | Plaats         | Land   | Score   | Land  |
| ----------- | ----------- | ----------- | -------------- | -------------- | ------ | ------- | ----- |
| Groepsfase  |             |             |                |                |        |         |       |
| 6 augustus  | 11:00       | 16:00       | Rio de Janeiro | India          | 3−2    | Ierland |       |
| 8 augustus  | 11:00       | 16:00       | Rio de Janeiro | Duitsland      | 2−1    | India   |       |
| 9 augustus  | 11:00       | 16:00       | Rio de Janeiro | Argentinië     | 1−2    | India   |       |
| 11 augustus | 10:00       | 15:00       | Rio de Janeiro | Nederland      | 2−1    | India   |       |
| 12 augustus | 12:30       | 17:30       | Rio de Janeiro | India          | 2−2    | Canada  |       |
| Kwartfinale | 14 augustus | 12:30       | 17:30          | Rio de Janeiro | België | 3−1     | India |

Vrouwen
| Olympiër | Onderdeel | Resultaat  | Prestatie |
| --- | --------- | ---------- | --------- |
| Savita Punia Deep Grace Ekka Deepika Thakur Namita Toppo Sunita Lakra Sushila Chanu A Lilima Minz Renuka Yadav Nikki Pradhan Monika Malik Navjot Kaur Anuradha Devi Poonam Rani Vandana Kataria Preeti Dubey Rani Rampal | vrouwen   | groepsfase | zesde     |

| Groep B |                  |             |             |             |             |            |            |            |        |
| #       | Land             | Wedstrijden | Wedstrijden | Wedstrijden | Wedstrijden | Doelpunten | Doelpunten | Doelpunten | Punten |
| #       | Land             | G           | W           | G           | V           | V          | T          | Saldo      | Punten |
| 1       | Groot-Brittannië | 5           | 5           | 0           | 0           | 12         | 4          | +8         | 15     |
| 2       | Verenigde Staten | 5           | 4           | 0           | 1           | 14         | 5          | +9         | 12     |
| 3       | Australië        | 5           | 3           | 0           | 2           | 11         | 5          | +6         | 9      |
| 4       | Argentinië       | 5           | 2           | 0           | 3           | 12         | 6          | +6         | 6      |
| 5       | Japan            | 5           | 0           | 1           | 4           | 3          | 16         | −13        | 1      |
| 6       | India            | 5           | 0           | 1           | 4           | 3          | 19         | −16        | 1      |

| Ronde       | Datum | Lokale tijd | MEZT           | Plaats           | Land | Score            | Land |
| ----------- | ----- | ----------- | -------------- | ---------------- | ---- | ---------------- | ---- |
| Groepsfase  |       |             |                |                  |      |                  |      |
| 7 augustus  | 11:00 | 16:00       | Rio de Janeiro | Japan            | 2–2  | India            |      |
| 8 augustus  | 18:00 | 23:00       | Rio de Janeiro | India            | 0−3  | Groot-Brittannië |      |
| 10 augustus | 11:00 | 16:00       | Rio de Janeiro | India            | 1−6  | Australië        |      |
| 11 augustus | 19:30 | 00:30       | Rio de Janeiro | Verenigde Staten | 3−0  | India            |      |
| 13 augustus | 10:00 | 15:00       | Rio de Janeiro | Argentinië       | 5−0  | India            |      |

### Judo
| Olympiër    | Discipline | Resultaat    | Prestatie                                     |
| ----------- | ---------- | ------------ | --------------------------------------------- |
| Avtar Singh | –90 kg (m) | eerste ronde | eerste ronde verloor van Popole Misenga: yuko |

### Roeien
| Olympiër             | Discipline | Resultaat | Prestatie                                                                                            |
| -------------------- | ---------- | --------- | --- |
| Dattu Baban Bhokanal | skiff (m)  | 13e       | series: 7:21.67 (3e) kwartfinale: 6:59.89 (4e) halve finale C/D: 7:19.02 (2e) C-finale: 6:54.96 (1e) |

### Schietsport
| Olympiër              | Discipline               | Resultaat | Prestatie                                    |
| --------------------- | ------------------------ | --------- | -------------------------------------------- |
| Abhinav Bindra        | 10 m luchtgeweer (m)     | 4e        | kwalificaties: 625,7 (7e) finale: 163,8 (4e) |
| Kynan Chenai          | trap (m)                 | 19e       | kwalificaties: 114,0 (19e)                   |
| Manavjit Singh Sandhu | trap (m)                 | 16e       | kwalificaties: 115,0 (16e)                   |
| Mairaj Ahmad Khan     | skeet (m)                | 9e        | kwalificaties: 121,0 (9eTB)                  |
| Prakash Nanjappa      | 50 m pistool             | 25e       | kwalificaties: 547,0 (25e)                   |
| Gagan Narang          | 10 m luchtgeweer (m)     | 23e       | kwalificaties: 621,7 (23e)                   |
| Gagan Narang          | 50 m liggend             | 13e       | kwalificaties: 623,1 (13e)                   |
| Gagan Narang          | 50 m drie houdingen (m)  | 33e       | kwalificaties: 1162,0 (33e)                  |
| Jitu Rai              | 10 m luchtpistool (m)    | 8e        | kwalificaties: 580,0 (6e) finale: 78,7 (8e)  |
| Jitu Rai              | 50 m pistool             | 12e       | kwalificaties: 554,0 (12e)                   |
| Chain Singh           | 50 m liggend             | 36e       | kwalificaties: 619,6 (36e)                   |
| Chain Singh           | 50 m drie houdingen (m)  | 23e       | kwalificaties: 1169,0 (23e)                  |
| Gurpreet Singh        | 10 m luchtpistool (m)    | 20e       | kwalificaties: 576,0 (20e)                   |
| Gurpreet Singh        | 25 m snelvuurpistool (m) | 7e        | kwalificaties: 581,0 (7e)                    |
|                       |                          |           |                                              |
| Apurvi Chandela       | 10 m luchtgeweer (v)     | 34e       | kwalificaties: 411,6 (34e)                   |
| Ayonika Paul          | 10 m luchtgeweer (v)     | 47e       | kwalificaties: 403,0 (47e)                   |
| Heena Sidhu           | 10 m luchtpistool (v)    | 14e       | kwalificaties: 380,0 (14e)                   |
| Heena Sidhu           | 25 m pistool             | 20e       | kwalificaties: 576,0 (20e)                   |

### Tafeltennis
| Olympiër              | Discipline    | Resultaat    | Prestatie                                                |
| --------------------- | ------------- | ------------ | -------------------------------------------------------- |
| Sharath Kamal Achanta | enkelspel (m) | eerste ronde | eerste ronde verloor van Adrian Crişan (1–4)             |
| Soumyajit Ghosh       | enkelspel (m) | eerste ronde | eerste ronde verloor van Padasak Tanviriyavechakul (1–4) |
|                       |               |              |                                                          |
| Manika Batra          | enkelspel (v) | eerste ronde | eerste ronde verloor van Katarzyna Grzybowska (2–4)      |
| Mouma Das             | enkelspel (v) | eerste ronde | eerste ronde verloor van Daniele Dodean (0–4)            |

### Tennis
| Olympiër                       | Discipline     | Resultaat    | Prestatie |
| ------------------------------ | -------------- | ------------ | --- |
| Rohan Bopanna Leander Paes     | dubbelspel (m) | eerste ronde | eerste ronde verloren van Kubot/Matkowski (4–6, 6–7) |
|                                |                |              | |
| Sania Mirza Prarthana Thombare | dubbelspel (v) | eerste ronde | eerste ronde verloren van Peng Shuai/Zhang (6–7, 7–5, 5–7) |
|                                |                |              | |
| Sania Mirza Rohan Bopanna      | dubbelspel (g) | halve finale | eerste ronde wonnen van Stosur/Peers (7–5, 6–4) kwartfinale wonnen van Watson/Murray (6–4, 6–4) halve finale verloren van Williams/Ram (6–2, 2–6, 3–10) bronzen finale verloren van Hradecká/Štěpánek (1–6, 5–7) |

### Worstelen
| Olympiër        | Discipline                | Resultaat    | Prestatie |
| --------------- | ------------------------- | ------------ | --- |
| Sandeep Tomar   | –57 kg vrije stijl (m)    | eerste ronde | eerste ronde verloor van Viktor Lebedev (1–3) |
| Yogeshwar Dutt  | –65 kg vrije stijl (m)    | voorronde    | voorronde verloor van Ganzorigiin Mandakhnaran (0–3) |
| Parveen Rana    | –74 kg vrije stijl (m)    | DNS          | DNS |
| Ravinder Khatri | –85 kg Grieks-Romeins (m) | eerste ronde | eerste ronde verloor van Viktor Lőrincz (0–4) |
| Hardeep Singh   | –98 kg Grieks-Romeins (m) | eerste ronde | eerste ronde verloor van Cenk İldem (1–3) |
|                 |                           |              | |
| Vinesh Phogat   | –48 kg vrije stijl (v)    | kwartfinale  | eerste ronde won van Alina Vuc (4–0) kwartfinale verloor van Sun Yanan (1–5) |
| Babita Kumari   | –53 kg vrije stijl (v)    | eerste ronde | eerste ronde verloor van Maria Prevolaraki (1–3) |
| Sakshi Malik    | –58 kg vrije stijl (v)    | Brons        | voorronde won van Johanna Mattsson (3–1) eerste ronde won van Mariana Cherdivara (3–1) kwartfinale verloor van Valeria Koblova (1–3) herkansing won van Pürevdorjiin Orkhon (3–1) bronzen finale won van Aisuluu Tynybekova (3–1) |

### Zwemmen
| Olympiër        | Discipline            | Resultaat | Prestatie             |
| --------------- | --------------------- | --------- | --------------------- |
| Sajan Prakash   | 200 m vlinderslag (m) | 28e       | series: 1:59.37 (28e) |
|                 |                       |           |                       |
| Shivani Kataria | 200 m vrije slag (v)  | 41e       | series: 2:09.30 (41e) |